# Clapham (London)
Clapham ist ein Stadtteil im Südwesten Londons, innerhalb des Stadtbezirks London Borough of Lambeth. Ein Teil des historischen Clapham befindet sich im London Borough of Wandsworth. Clapham geht bis auf die Angelsachsen zurück, man nimmt an, dass der Name aus den altenglischen Wörtern clopp(a) und hām oder hamm gebildet wurde und „Heimstatt nahe einem Hügel“ bedeutet.

## Lage
Clapham umfasst den größten Teil des Postzustellbezirks SW4 und Teile von SW9 und SW12. Die Parklandschaft Clapham Common liegt teilweise im London Borough of Wandsworth, sie wird aber als Ganzes von Lambeth verwaltet. Clapham gliedert sich in drei Wahlbezirke, Clapham Common, Clapham Town und Thornton. Teile von Clapham North liegen im Wahlbezirk Ferndale (Stadtteil Brixton) und im Wahlbezirk Larkhall (Stadtteil Stockwell).

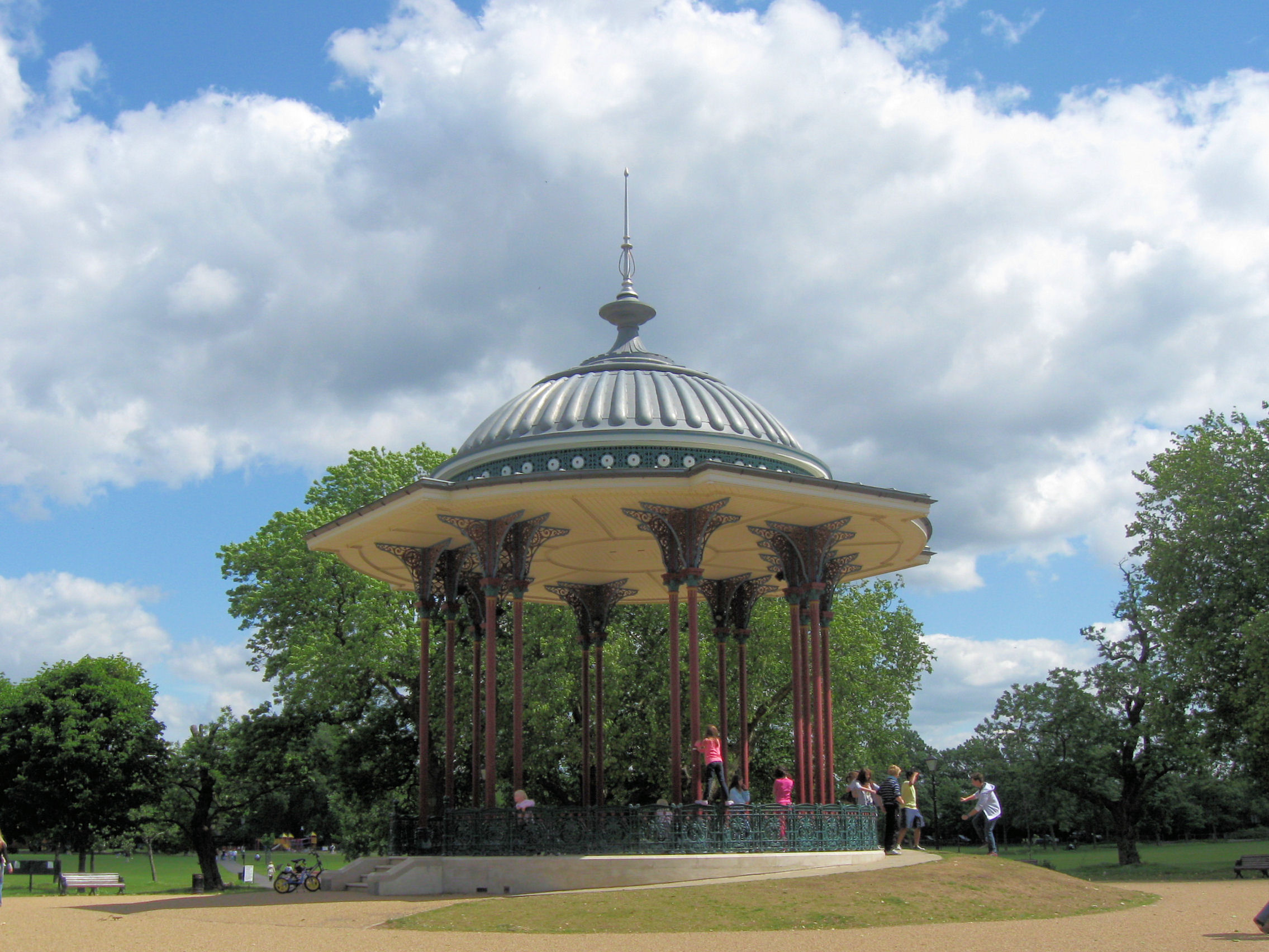
Viktorianischer Pavillon im Zentrum von Clapham Common

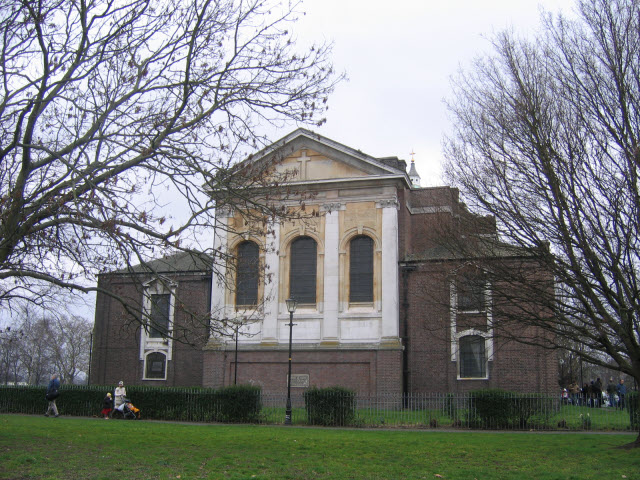
Ostseite der Holy Trinity Church, Clapham Old Town

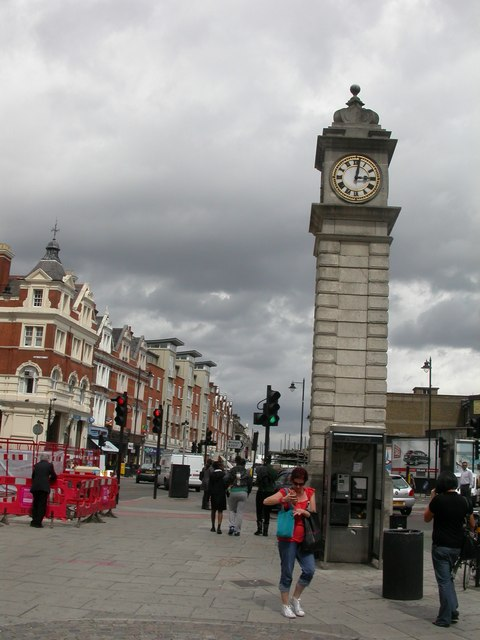
Clapham Clock Tower, Clapham High Street

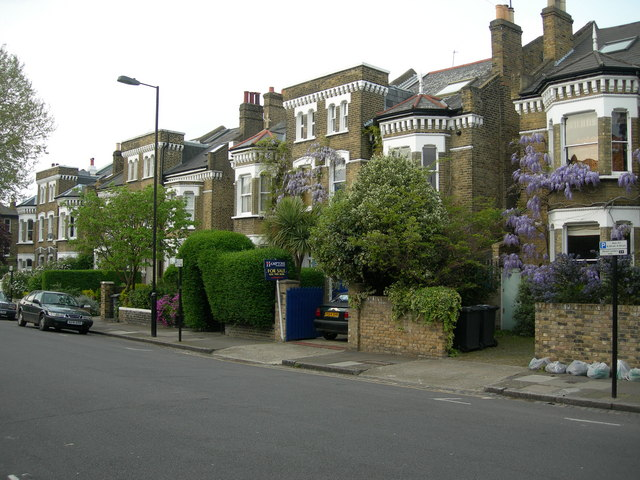
Wohnhäuser an der Sibella Road

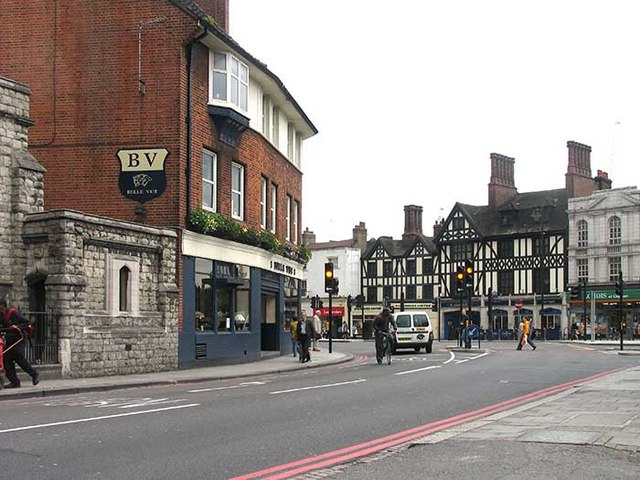
Clapham Park Road

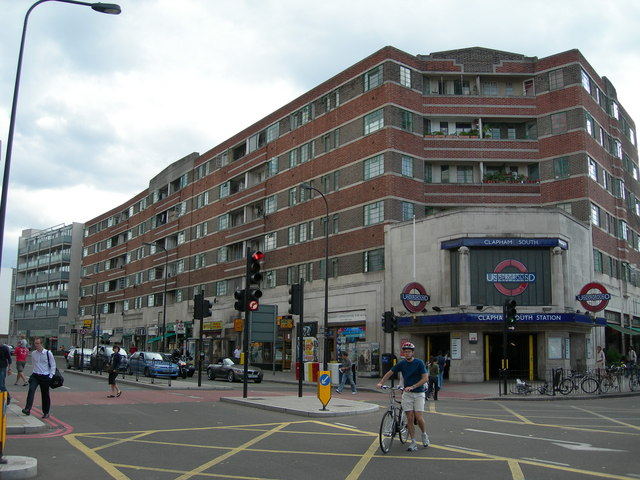
Clapham South Underground Station, mit Wohngebäude

### Clapham Common und Clapham Town
Clapham Common umfasst etwa 90 Hektar Grünflächen mit drei Teichen und einem historischen Pavillon. In seiner Umgebung befindet sich Clapham Old Town mit Bauten der georgianischen und viktorianischen Architektur und des Queen Anne Style. Auch Holy Trinity Clapham befindet sich hier, eine 1774–1776 erbaute georgianische Kirche, die durch die Clapham-Sekte Bedeutung erlangte. Die neuere Clapham Town ist von der Clapham High Street und Wohnstraßen wie der Clapham Manor Street geprägt, in der sich ein Freizeitzentrum befindet, und von der Venn Street mit einem Programmkino, Restaurants und einem an jedem Wochenende veranstalteten Wochenmarkt.

### Clapham South und Clapham North
Clapham South ist überwiegend ein Wohngebiet. Auch Balham Hill wird üblicherweise zu Clapham South gerechnet, wegen seiner Nähe zur U-Bahn-Station Clapham South, obwohl es offiziell zum benachbarten Stadtteil Balham gehört. Dasselbe gilt für Clapham Common Westside, es gehört zum benachbarten Stadtteil Battersea.
Clapham North liegt beiderseits der Clapham Road und grenzt an Stockwell. Der nördliche Teil gehört zum Wahlbezirk Larkhall, der südliche Teil zum Wahlbezirk Ferndale.

## Geschichte

### Antike und Mittelalter
Die heutige Clapham High Street ist ein alter Abzweig von der römischen Stane Street, die von London nach Chichester führte und an der heutigen Clapham Road und der Abbeville Road entlang verlief. Ein Zeugnis von der Existenz der Straße in der römischen Antike ist ein 1912 bei Bauarbeiten entdeckter römischer Altar, der heute vor dem Eingang der öffentlichen Bücherei in Clapham Old Town steht. Seiner Inschrift zufolge wurde er von Ticinius Ascanius errichtet, er wird auf das erste Jahrhundert datiert.
Die erste schriftliche Erwähnung von Clapham findet sich in den Chroniken der Chertsey Abbey, in der zweiten Hälfte des 9. Jahrhunderts. Ein sächsischer Herzog namens Alfred übereignete seiner Ehefrau Werburga auf Lebenszeit 30 hides Land in Clappeham. In älterer Literatur wird der Ortsname auf den angelsächsischen adeligen Grundbesitzer Osgod Clapa zurückgeführt, der um 1040 das Land besessen haben soll. Als Gast bei der Hochzeitsfeier einer Tochter Clapas starb König Hardiknut am 8. Juni 1042 in Lambeth, das Gebiet des heutigen Clapham gehörte seinerzeit zu Lambeth. Durch die frühere Erwähnung in den Chroniken der Chertsey Abbey ist es ausgeschlossen, dass Osgod Clapa der Namensstifter war. Nicht ausgeschlossen wird jedoch die Möglichkeit, dass es vor Osgod Clapa einen anderen Träger dieses Namens gab.
Der vom College of Arms aufgezeichneten Geschichte der Familie Clapham zufolge erhielt Jonas, der Sohn des Herzogs von Lothringen, im Jahr 965 Clapham als Lehen von König Edgar, seither trug er den Namen Jonas de Clapham. Die Familie blieb im Besitz des Landes bis Jonas’ Ur-Ur-Enkel Arthur sich während der Invasion der Normannen 1066 gegen Wilhelm den Eroberer stellte und, unter Verlust seines Landes, nach Norden fliehen musste. Die Nachfahren der Familie leben noch heute dort, vor allem in Yorkshire.
Clapham wird im Domesday Book des späten 11. Jahrhunderts als Clopeham genannt und war Teil der Grafschaft Surrey. Der Grundbesitzer war Geoffrey de Mandeville, und seinerzeit bewohnten elf Haushalte das Gut, damit war es sehr klein. Die Fläche wurde mit 7 Carucatae Ackerland und 5 Acres Grünland angegeben.

### Clapham im 17. bis 19. Jahrhundert
Noch 1638 war Clapham ein kleines Dorf, mit nur 46 Haushalten. Im späten 17. Jahrhundert wurde in Clapham mit dem Bau großer Landhäuser begonnen, einige entstanden nach Plänen von Christopher Wren. Clapham Common, zuvor Sumpfland, wurde um 1720 trockengelegt. Während des 18. und 19. Jahrhunderts war Clapham ein bevorzugter Wohnort der wohlhabenden Bürger der City of London, die zahlreiche große und repräsentative Bauten in Clapham Common und in der Altstadt errichteten. Die Bevölkerung stieg dabei stark an, um 1780 gab es in Clapham etwa 240 Häuser, 1885 6.263 und 1895 mehr als 7.000. Samuel Pepys verbrachte die beiden letzten Jahre seines Lebens in Clapham, im Haus seines Freundes, früheren Dieners und langjährigen Weggenossen William Hewer.
Clapham Common war während des 19. Jahrhunderts ein beliebtes Erholungsgebiet, das auch Bewohner Londons anzog. Auf den Wiesen wurden zahlreiche Sportarten ausgeübt und an den Teichen wurden Boote verliehen oder Modellschiffe zu Wasser gelassen. Hier war auch der Wohnort von Elizabeth Cook, der Witwe des Entdeckers James Cook. Sie zog 1788, fast 20 Jahre nach dem Tod ihres Mannes, nach Clapham und starb 1835. Ein weiterer bekannter Bewohner von Clapham Common war in dieser Zeit Sir Charles Barry, der Architekt des Palace of Westminster. Der Wissenschaftler Henry Cavendish lebte zwar in London, er besaß aber auch ein Haus in Clapham Common, in dem er seine wissenschaftlichen Instrumente untergebracht hatte. Sein historisches Experiment zur Dichte der Erde führte er im Garten dieses Hauses aus. John Francis Bentley, der Architekt der Westminster Cathedral, lebte bis zu seinem Tod im Jahr 1902 in der angrenzenden Old Town. Im Jahr 1900 verbrachte der japanische Schriftsteller Natsume Sōseki hier einen Teil seines zweijährigen Aufenthalts in London.
Im späten 18. und frühen 19. Jahrhundert bildete sich in der Kirchengemeinde von Holy Trinity Clapham die Clapham-Sekte, eine Gruppe überwiegend anglikanischer Sozialreformer aus der Oberschicht, die in der Umgebung von Clapham Common lebten. Zu ihnen gehörten John Newton, John Venn, William Wilberforce, Henry Thornton, Zachary Macaulay, der Vater des Historikers Thomas Macaulay, und William Smith, der Großvater von Florence Nightingale. Auch John Shore, 1. Baron Teignmouth, der erste Präsident der British and Foreign Bible Society, gehörte dazu. Die Clapham-Sekte wirkte entscheidend an der Abschaffung von Sklaverei und Kinderarbeit mit, drängte auf eine Gefängnisreform und förderte das Missionswesen in den britischen Kolonien. Clapham galt zu dieser Zeit als das Zentrum des Evangelikalismus in England.
Der seinerzeit in Clapham ansässige Fußballklub Clapham Rovers F.C. gewann 1880 den englischen FA Cup.
Bis zur Gründung des County of London im Jahr 1889 gehörte Clapham zur Grafschaft Surrey. 1900 wurde Clapham ein Stadtteil innerhalb des neuen Metropolitan Borough of Wandsworth. Mit der Aufteilung des Metropolitan Borough of Wandsworth wurde 1965 fast die gesamte Fläche der historischen Gemeinde Clapham Teil des London Borough of Lambeth.

### Clapham im 20. und 21. Jahrhundert
Mit der Entwicklung der Eisenbahn entwickelte sich Clapham zu einer Wohnstadt für Londoner Berufspendler, und um 1900 hatte die Stadt ihren Reiz für die höheren Gesellschaftsschichten verloren. Aus dieser Zeit stammt der Begriff Man on the Clapham omnibus für einen Durchschnittsbürger, der in der Justizgeschichte des Commonwealth wiederholt in bedeutenden Gerichtsverfahren genannt wurde.
Heute ist Clapham ein Stadtteil mit unterschiedlicher Architektur. Viele der großen Villen wurden bis zur Mitte des 20. Jahrhunderts abgerissen. Die erhaltene historische Bebauung umfasst die prachtvollen Bauten des Queen Anne Style und der georgianischen und viktorianischen Epoche in Clapham Old Town und Clapham Common, und viktorianische Wohnhäuser in Abbeville. Wie in anderen Londoner Stadtteilen gibt es eine Reihe von Wohnanlagen in städtischem Besitz aus den 1930er bis 1960er Jahren.
Bis zu den 1980er Jahren hat Clapham eine weitere Wandlung erlebt. Im Rahmen der Gentrifikation der benachbarten Stadtteile wurde Clapham Ziel für jene Angehörigen der oberen Mittelschicht, die sich nach den Boomjahren der 1980er und 1990er den Wohnraum um den Sloane Square und in Belgravia nicht mehr leisten konnten. Heute ist Clapham ein multikulturelles Stadtviertel, mit Angehörigen der Mittelschicht verschiedener ethnischer Herkunft, und die Heimat einer aktiven Schwulengemeinde. Viele junge Hochschulabsolventen und Studenten zieht es in die Gegend von Clapham. Sie folgen damit einer Tradition, die in die Zeit zurückreicht, als die Universität von London hier Schlafsäle für die Studenten unterhielt.
Clapham weist eine große Zahl von Restaurants, Bars, Cafés, Weinlokalen, Boutiquen und Freizeitangeboten auf. Dadurch übt der Stadtteil eine große Anziehungskraft aus, was durch seine guten Verkehrsverbindungen in die City of London und das West End und die Zugverbindungen zu den Flughäfen Heathrow und Gatwick und in den Süden Englands verstärkt wird. In Clapham gibt es drei Stationen der London Underground und zwei Bahnhöfe.
Zu den prominenten Bewohnern des Stadtteils gehörten im 20. und 21. Jahrhundert die Schriftsteller Graham Greene und Kingsley Amis, der Militärhistoriker John Keegan, die Schauspieler Jeremy Brett, David Calder, Lena Headey, Miriam Margolyes, Corin Redgrave, Vanessa Redgrave, Kelly Reilly und Dennis Waterman, der Sänger und Musiker Patrick Wolf und der frühere Basketballspieler und Fernsehmoderator John Amaechi.

## Persönlichkeiten
- William Wilberforce (1759–1833), Politiker und Abolitionist, wohnhaft in Clapham.
- Henry Thornton (1760–1815), Ökonom, Bankier, Philanthrop und Abgeordneter (Member of Parliament)
- Ethel Mannin (1900–1984), Romanciere, Reisebuchautorin und politische Aktivistin
- Kingsley Amis (1922–1995), Schriftsteller
- Bryan Marshall (1938–2019), Schauspieler
- Malorie Blackman (* 1962), Autorin
- Paul Kaye (* 1965), Schauspieler und Komiker
- Charlotte Ritchie (* 1989), Schauspielerin